# Комендат, Вадим Петрович
Вади́м Петро́вич Коменда́т (в более поздних источниках — Коменда́нт; 21 июля 1923 года, Чугуев, Харьковская  губерния — 23 ноября 1949 года, станица Белореченская, Краснодарский край) — лейтенант, лётчик штурмовой авиации, участник Великой Отечественной войны, Герой Советского Союза (1945).

## Биография
Родился 21 июля 1923 года в городе Чугуеве Харьковской губернии (ныне — Харьковская область Украины).
Окончил десять классов школы и аэроклуб в городе Иловайске Сталинской области. В мае 1941 года был призван на службу в Рабоче-крестьянскую Красную Армию. В 1943 году окончил Ворошиловградскую военную авиационную школу пилотов. С мая того же года — на фронтах Великой Отечественной войны.
К концу войны был старшим лётчиком 502-го штурмового авиаполка (214-й штурмовой авиадивизии, 15-й воздушной армии, 2-го Прибалтийского фронта). За время своего участия в боях он совершил 124 боевых вылета на штурмовку скоплений боевой техники и живой силы противника, нанеся тому большие потери.
В 1946 году был уволен в запас. Погиб в автомобильной катастрофе 23 ноября 1949 года в станице Белореченская Краснодарского края.

## Награды
- Орден Красной Звезды (Приказ 214 штурмовой дивизии № 28/Н от 1 октября 1943 года[2][3])
- Орден Отечественной войны 2-й степени (Приказ 15-й воздушной армии № 18/Н от 29 апреля 1944 года[4][5])
- Орден Красного Знамени (Приказ 15-й воздушной армии № 98/Н от 5 ноября 1944 года[6][7])
- Орден Отечественной войны 1-й степени (Приказ 15-й воздушной армии № 10/Н от 19 февраля 1945 года[8][9])
- Орден Александра Невского (Приказ 15-й воздушной армии № 92/Н от 12 мая 1945 года[10][11])
- Медаль «За оборону Кавказа» (Акт № 2034 о вручении наградных медалей «За оборону Кавказа»[12])
- Медаль «За победу над Германией в Великой Отечественной войне 1941—1945 гг.» (Акт вручения наградных медалей «За победу над Германией в Великой Отечественной войне 1941—1945 гг.» от 13 ноября 1945 года[13])
- Указом Президиума Верховного Совета СССР от 18 августа 1945 года за «образцовое выполнение боевых заданий командования на фронте борьбы с немецкими захватчиками и проявленные при этом мужество и героизм» лейтенант Вадим Комендат был удостоен высокого Героя Советского Союза с вручением ордена Ленина и медали «Золотая Звезда» за номером 8624[14][15]).

## Память
- Памятный знак воинам-землякам в городе Чугуев Харьковской области
- Мемориальная доска в Парке Победы в городе Белореченск Краснодарского края
- Памятник в составе мемориального комплекса на территории старого кладбища Белореченска[16]